# Saab 9-3

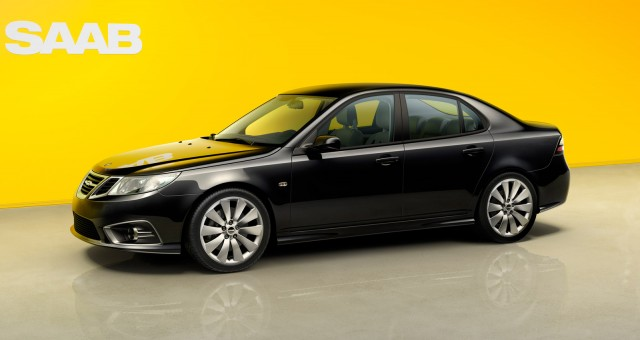
Saab 9-3 aero 2014

De Saab 9-3 is een automodel van de Zweedse autofabrikant Saab Automobile. Het model is sinds 1998 in productie en werd in 2002 opgevolgd door een geheel nieuw model met dezelfde aanduiding. Door het faillissement van Saab Automobile stopte de productie in december 2011. Een hernieuwde productie vond plaats tussen herfst 2013 en medio 2014.

## Eerste generatie (1998-2003)

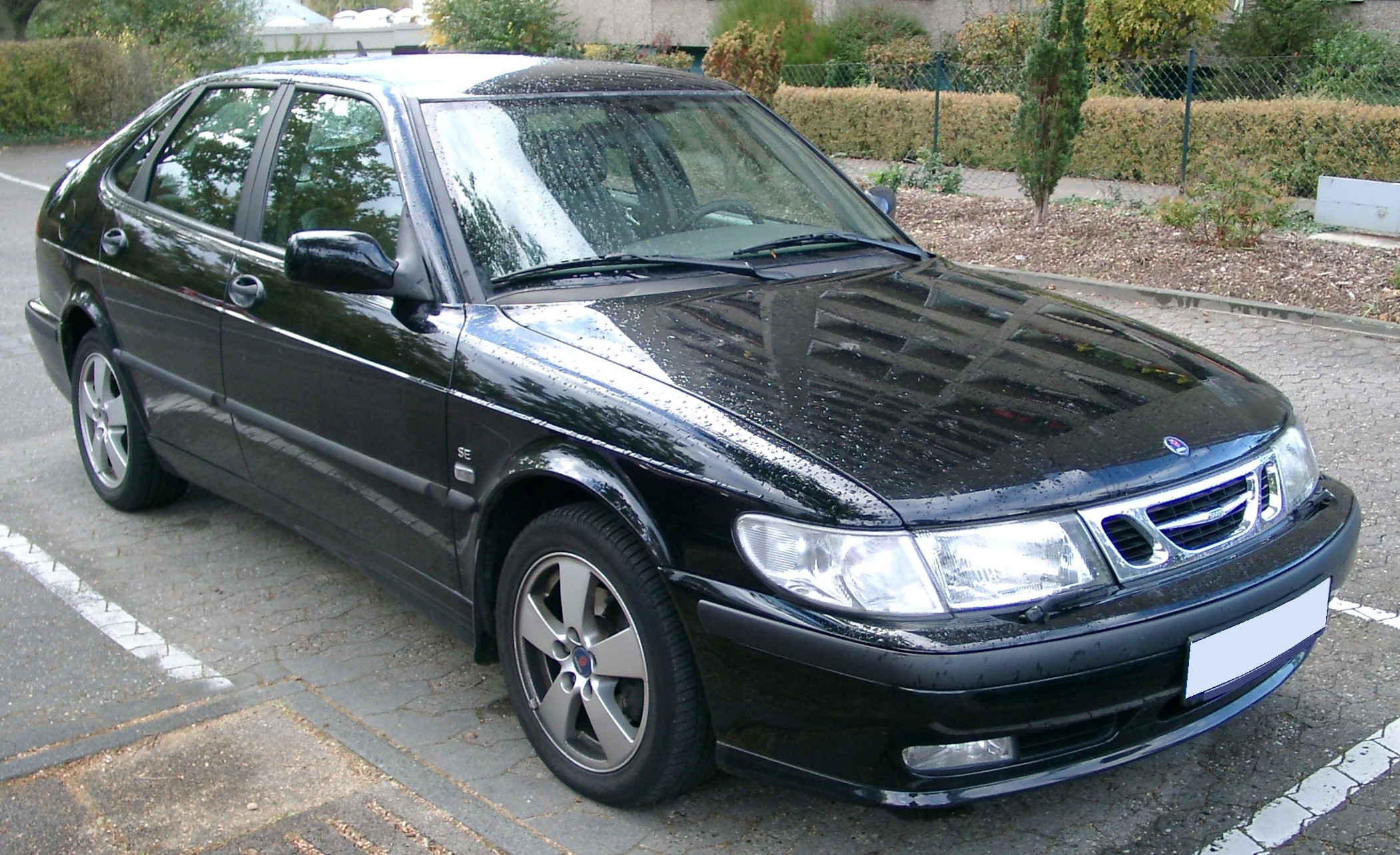
Saab 9-3 hatchback

De eerste generatie Saab 9-3 was een doorontwikkeling op de Saab 900 New Generation. Buiten een aantal kleine wijzigingen om was de vormgeving van de auto bijna identiek aan de nieuwe Saab 900. De eerste generatie Saab 9-3 werd uitgevoerd in drie verschillende carrosserieën: een driedeurs coupé, tweedeurs cabriolet en een vijfdeurs hatchback. Na vier jaar stopte Saab met de productie van de 9-3 om deze op te laten volgen door een geheel nieuw model 9-3.

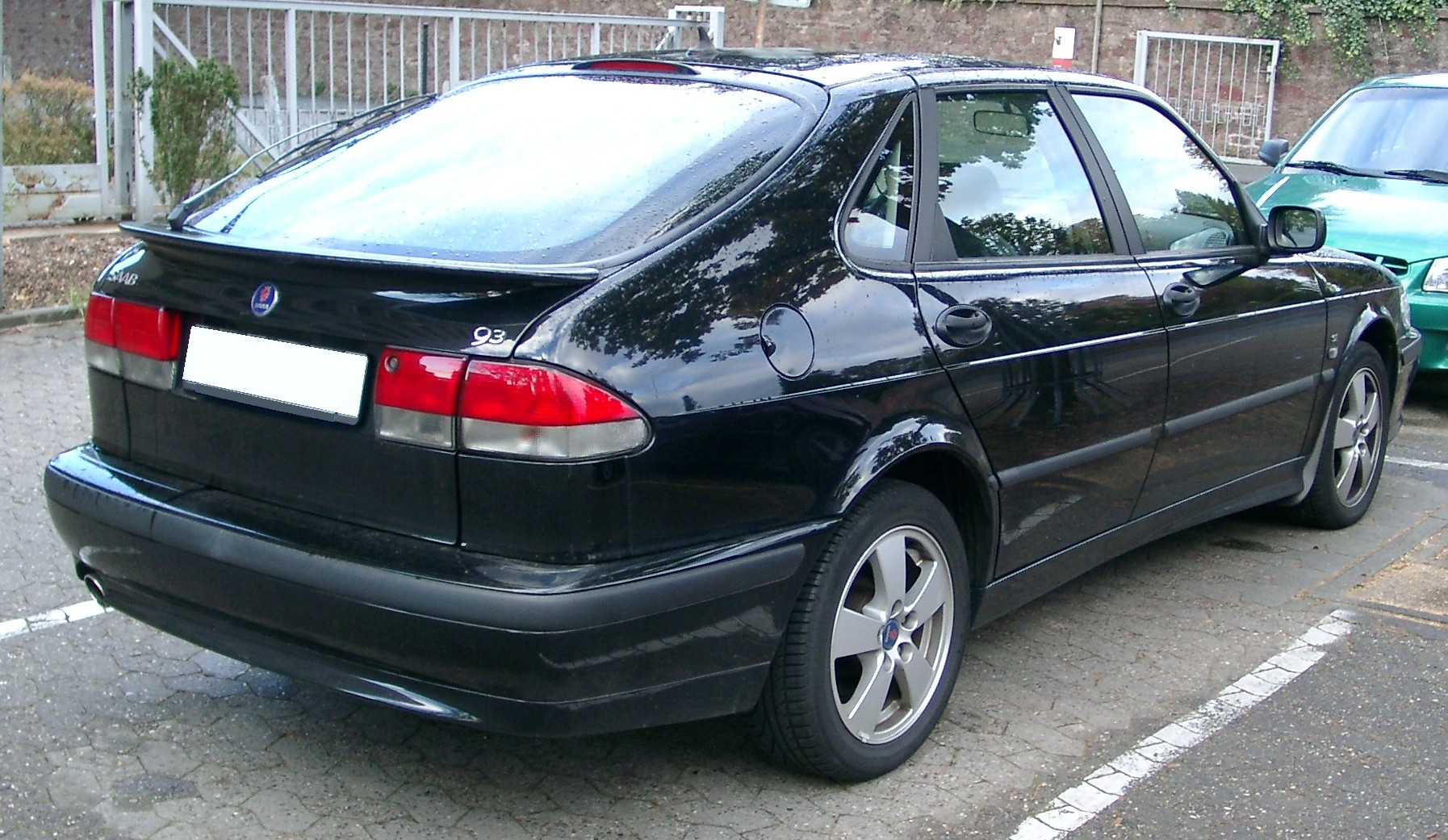
Saab 9-3 hatchback, achteraanzicht
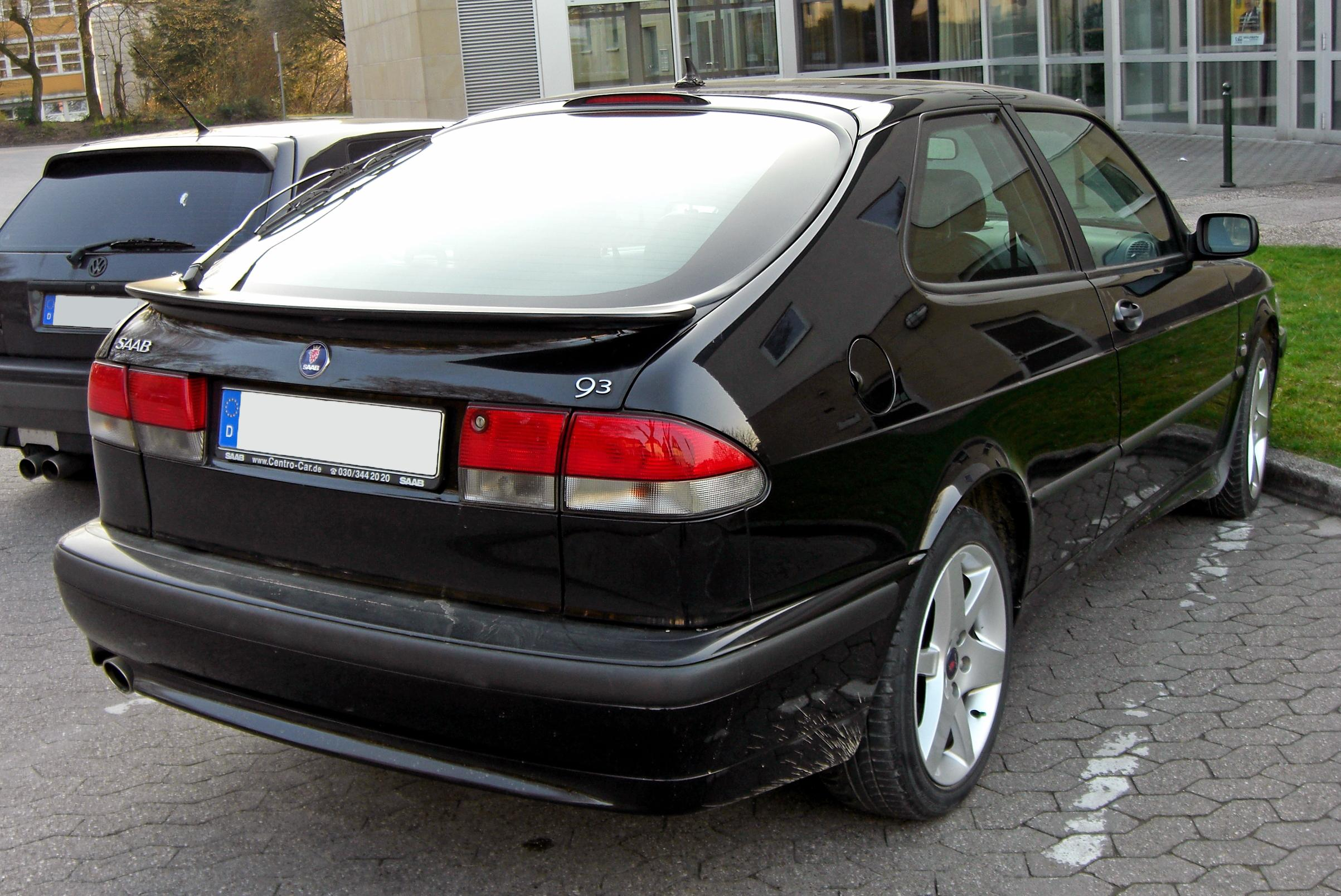
Saab 9-3 coupé
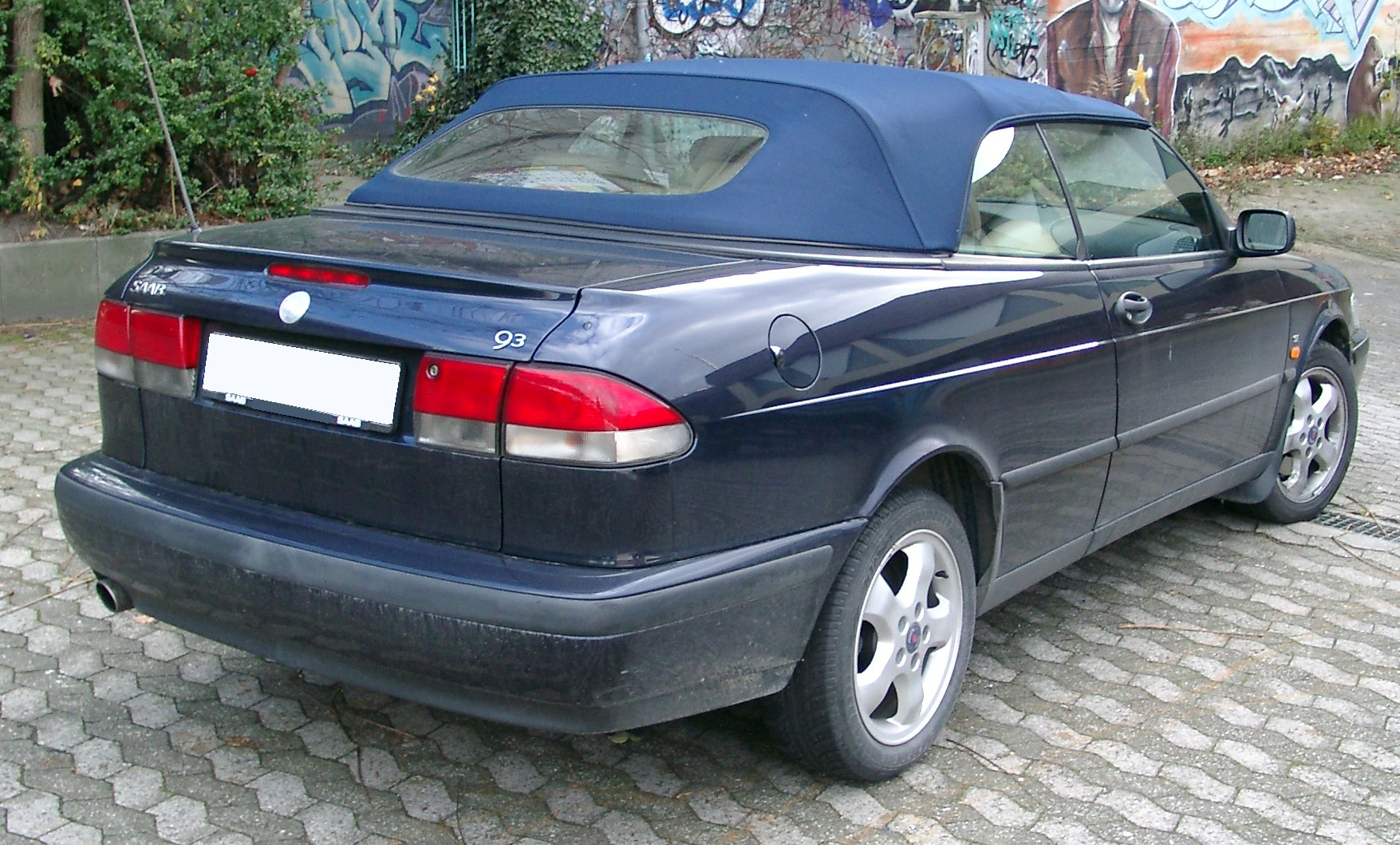
Saab 9-3 cabrio

### Motoren
|             | Motorcode | Inhoud | Compressieratio | Vermogen in PK   | Koppel in Nm | Aansturing   | 0-100 KM/H   | Topsnelheid | Turbo    |
| ----------- | --------- | ------ | --------------- | ---------------- | ------------ | ------------ | ------------ | ----------- | -------- |
| 2.2 TID     | D223L     |        | 19.5:1          | 114pk            | 260 Nm       | Bosch EDC15M |              |             | GT1849V  |
| 2.2 TID     | D223L     |        | 18.5:1          | 123pk            | 285 Nm       | Bosch EDC15M |              |             | GT1849V  |
| 2.0i        | B204I     |        | 10.1:1          | 130pk @ 5500 TPM | 177 Nm       | Motronic     |              |             | N.v.t    |
| 2.3i        | B234I     |        | 10.5:1          | 150pk @ 5600 TPM | 210 Nm       | Motronic     |              |             | N.v.t    |
| 2.0t        | B204E     |        | 9.2:1           | 154pk @ 5500 TPM | 219 Nm       | Trionic 5.5  |              |             | T25      |
| 2.0T        | B204L     |        | 9.2:1           | 185pk @ 5500 TPM | 263 Nm       | Trionic 5.5  |              |             | T25      |
| 2.0T        | B204R     |        | 9.2:1           | 200pk @ 5500 TPM | 280 Nm       | Trionic 5.5  |              |             | T25      |
| 2.0t        | B205E     |        | 8.8:1           | 150pk @ 5500 TPM | 240 Nm       | Trionic 7    | 8.5s / 10.4s | 210 KM/H    | GT1752S  |
| 2.0T        | B205L     |        | 8.8:1           | 185pk @ 5500 TPM | 280 Nm       | Trionic 7    | 8.0s / 9.5s  |             | GT1752S  |
| 2.0T Aero   | B205R     |        | 8.8:1           | 205pk @ 5500 TPM | 280 Nm       | Trionic 7    | 7.3s / 9.0s  | 235 KM/H    | TD04-15T |
| 2.3T Viggen | B235R     |        | 9.3:1           | 225pk @ 5500 TPM | 350 Nm       | Trionic 7    | 6,8s         | 250 KM/H    | TD04-15T |

## Tweede generatie (2002-2011 en 2013-2014)

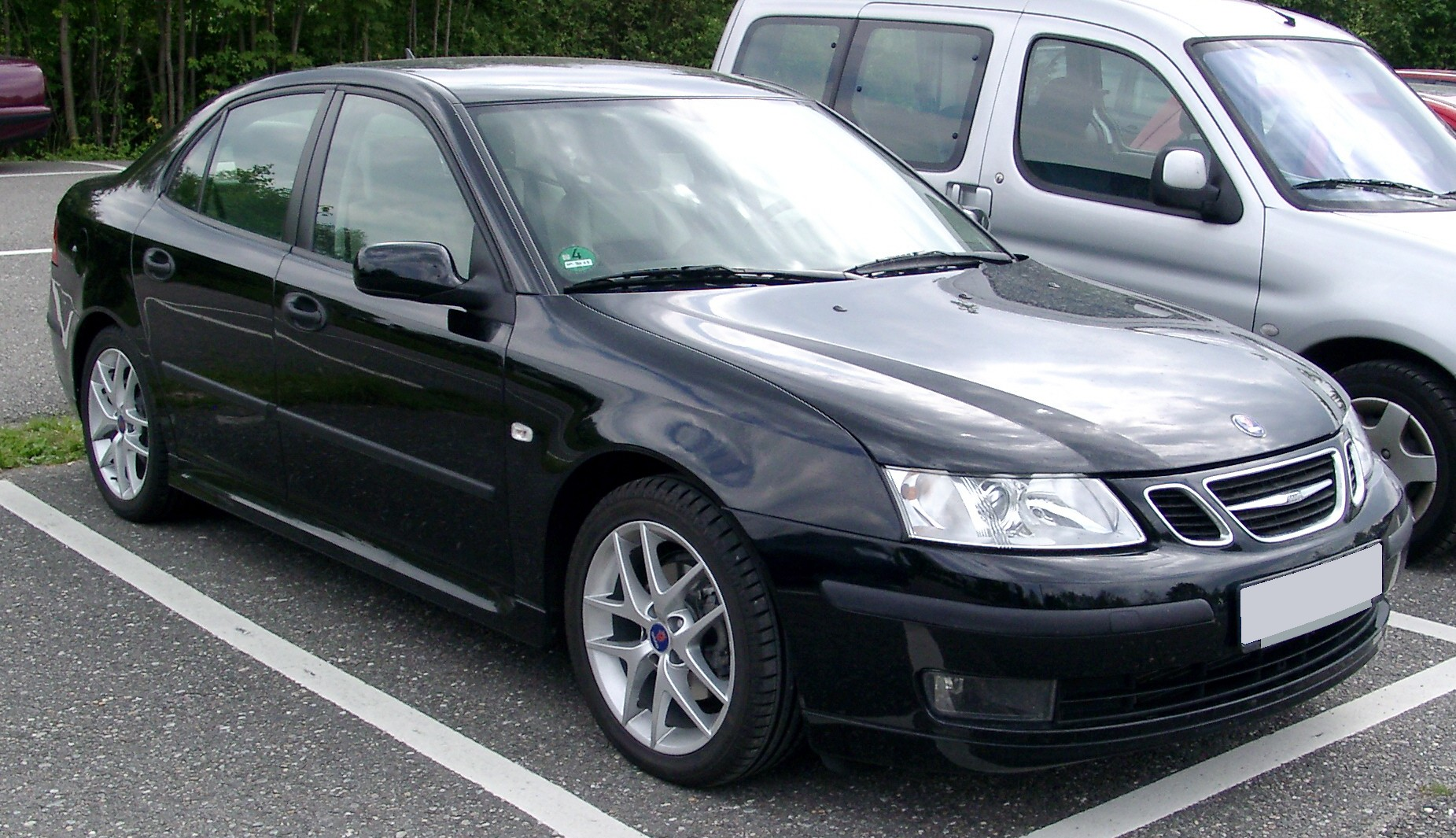
Saab 9-3 sedan

De tweede generatie Saab 9-3 was in tegenstelling tot de eerste geen doorontwikkeling van een oude Saab. Deze auto deelde zijn techniek met de Opel Vectra. De tweede generatie Saab 9-3 was geen hatchback zoals de eerste maar een volwaardige sedan. Naast de sedan uitvoering  was er nog een stationcar en een tweedeurs cabriolet die in Oostenrijk gemaakt werd.
In september 2007 werd het model van de tweede generatie, uit 2002, voorzien van een facelift. Hierbij kwamen er nieuwe motoren en de vormgeving van de buitenkant werd flink aangepakt. Zo kwam er een totaal nieuw front en werden bumpers en achterlichten gewijzigd.
De nieuwe eigenaar van Saab, Spyker Cars, liet vlak na de overname doorschemeren dat er een nieuwe generatie van de 9-3 werd ontwikkeld en vanaf 2012 op de markt zou verschijnen. De datum van de productiestart werd voortdurend uitgesteld en uiteindelijk verschoven naar 2013. Er werd bekendgemaakt dat er in ieder geval een cabriolet en een hatchback kwam. Verder werd bekendgemaakt dat de motoren van de nieuwe generatie Saab 9-3 van BMW kwamen. Door het faillissement van moederbedrijf Swedish Automobile werd dit model nooit in productie genomen.
In 2012 werd bekendgemaakt dat de nieuwe eigenaar van Saab, National Electric Vehicle Sweden (NEVS) de 9-3 omstreeks midden 2013 weer in productie zou nemen om extra geld binnen te halen. Op 18 september 2013 rolde de eerste NEVS-Saab van de band, echter was dit een pre-productie model. Op 2 december 2013 maakte NEVS officieel bekend de productie van de 9-3 sedan met benzinemotor te hervatten. Deze werden voorzien van GM motoren die nog afkomstig waren van de overgenomen inboedel. Vanaf 10 december konden Zweedse kopers hun 9-3 online bestellen. Er zou een fabrikant gevonden zijn voor wanneer de voorraad GM-blokken op zou geraken en in de lente van 2014 zou er tevens de elektrische variant van de band rollen. NEVS heeft deze beloftes echter niet kunnen waarmaken: nog in de eerste helft van 2014 werd de productie van de 9-3 weer gestaakt door financiële problemen. Deze financiële problemen leidde er toe dat NEVS een jaar later het recht verloor de merknaam Saab op zijn auto's te gebruiken. Dit betekende het einde voor de Saab 9-3. In totaal zijn er zes NEVS-Saab 9-3's naar Nederland gekomen, als enige land naast Zweden en China.

### Benzinemotor (2013-2014)
|                                             | 2.0 Turbo4                       |
| ------------------------------------------- | -------------------------------- |
| Productie                                   | 2013-2014                        |
| Motoreigenschappen                          |                                  |
| Motortype                                   | 4-cilinder in-lijn               |
| Brandstofinjectie                           | Directe brandstofinjectie (SIDI) |
| Turbo                                       | ja, TwinScroll Turbo             |
| Cilinderinhoud                              | 1998 cm³                         |
| Vermogen                                    | 164 kW (220 pk) bij 5300/min     |
| Koppel                                      | 350 Nm bij 2000-4000/min         |
| Krachtoverbrenging                          |                                  |
| Aandrijving                                 | Voorwielaandrijving              |
| Transmissie                                 | handgeschakelde 6-bak            |
| Optionele transmissie                       | automaat, 6-traps                |
| Meetwaarden                                 |                                  |
| Brandstofverbruik per 100 km (gecombineerd) | 7,4 l (8,5 l)                    |
| CO2-emissie (g/km, gecombineerd)            | 170 (200)                        |
| Topsnelheid in km/h                         | 240 (235)                        |
| Acceleratie, 0–100 km/h (in s)              | 6,9 (8,6)                        |
| EU-emissienorm                              | Euro 5                           |

### Benzinemotoren (2003-2011)
|                                             | 1.8i                        | 1.8t                         | 2.0t                         | 2.0T                         | 2.8 Turbo V6                 | 2.8 Turbo V6                 | 2.8 Turbo V6                 |
| ------------------------------------------- | --------------------------- | ---------------------------- | ---------------------------- | ---------------------------- | ---------------------------- | ---------------------------- | ---------------------------- |
| Productie                                   | 2004-2009                   | 2003-2011                    | 2003-2011                    | 2003-2011                    | 2005-2007                    | 2007-2008                    | 2008-2011                    |
| Motoreigenschappen                          |                             |                              |                              |                              |                              |                              |                              |
| Motortype                                   | 4-cilinder in-lijn          | 4-cilinder in-lijn           | 4-cilinder in-lijn           | 4-cilinder in-lijn           | 6-cilinder in V-vorm         | 6-cilinder in V-vorm         | 6-cilinder in V-vorm         |
| Brandstofinjectie                           | Injectie                    | Injectie                     | Injectie                     | Injectie                     | Injectie                     | Injectie                     | Injectie                     |
| Turbo                                       | nee                         | ja                           | ja                           | ja                           | ja                           | ja                           | ja                           |
| Cilinderinhoud                              | 1769 cm³                    | 1998 cm³                     | 1998 cm³                     | 1998 cm³                     | 2792 cm³                     | 2792 cm³                     | 2792 cm³                     |
| Vermogen                                    | 90 kW (122 pk) bij 6000/min | 110 kW (150 pk) bij 5500/min | 129 kW (175 pk) bij 5500/min | 154 kW (210 pk) bij 5500/min | 184 kW (250 pk) bij 5500/min | 188 kW (255 pk) bij 5500/min | 206 kW (280 pk) bij 5500/min |
| Koppel                                      | 167 Nm bij 3800/min         | 240 Nm bij 2000/min          | 265 Nm bij 2500/min          | 300 Nm bij 2500/min          | 350 Nm bij 2000–2750/min     | 350 Nm bij 1800–5000/min     | 400 Nm bij 2150-4500/min     |
| Krachtoverbrenging                          |                             |                              |                              |                              |                              |                              |                              |
| Aandrijving                                 | Voorwielaandrijving         | Voorwielaandrijving          | Voorwielaandrijving          | Voorwielaandrijving          | Voorwielaandrijving          | Voorwielaandrijving          | Voorwielaandrijving          |
| Transmissie                                 | handgeschakelde 5-bak       | handgeschakelde 5-bak        | handgeschakelde 5-bak        | handgeschakelde 6-bak        | handgeschakelde 6-bak        | handgeschakelde 6-bak        | handgeschakelde 6-bak        |
| Optionele transmissie                       |                             | (5-traps automaat)           | (5-traps automaat)           | (6-traps automaat)           | (6-traps automaat)           | (6-traps automaat)           | (6-traps automaat)           |
| Meetwaarden                                 |                             |                              |                              |                              |                              |                              |                              |
| Brandstofverbruik per 100 km (gecombineerd) | 7.7 l                       | 7.5 l (8.5)                  | 7.9 l (9.0)                  | 8.1 l (9.1)                  | 10.2 l (10.8)                | 10.2 l (10.8)                | 10.9 l (11.4)                |
| EU-emissienorm                              | Euro 5                      | Euro 5                       | Euro 5                       | Euro 5                       | Euro 5                       | Euro 5                       | Euro 5                       |

### Dieselmotoren (2003-2011)
|                                             | 1.9 TiD                               | 1.9 TTiD                              | 1.9 TiD                               | 1.9 TTiD                              | 1.9 TTiD                              | 2.2 TiD                               |
| ------------------------------------------- | ------------------------------------- | ------------------------------------- | ------------------------------------- | ------------------------------------- | ------------------------------------- | ------------------------------------- |
| Productie                                   | 2004-2010                             | 2010-2011                             | 2004-2010                             | 2010-2011                             | 2008-2011                             | 2002-2004                             |
| Motoreigenschappen                          |                                       |                                       |                                       |                                       |                                       |                                       |
| Motortype                                   | 4-cilinder in-lijn                    | 4-cilinder in-lijn                    | 4-cilinder in-lijn                    | 4-cilinder in-lijn                    | 4-cilinder in-lijn                    | 4-cilinder in-lijn                    |
| Brandstofinjectie                           | common-rail directe brandstofinjectie | common-rail directe brandstofinjectie | common-rail directe brandstofinjectie | common-rail directe brandstofinjectie | common-rail directe brandstofinjectie | common-rail directe brandstofinjectie |
| Turbo                                       | ja                                    | ja, bi-turbo                          | ja                                    | ja, bi-turbo                          | ja, bi-turbo                          | ja                                    |
| Cilinderinhoud                              | 1910 cm³                              | 1910 cm³                              | 1910 cm³                              | 1910 cm³                              | 1910 cm³                              | 2171 cm³                              |
| Vermogen                                    | 88 kW (120 pk) bij 4000/min           | 96 kW (130 pk) bij 4000/min           | 110 kW (150 pk) bij 4000/min          | 118 kW (160 pk) bij 4000/min          | 132 kW (180 pk) bij 4000/min          | 92 kW (125 pk) bij 4000/min           |
| Koppel                                      | 280 Nm bij 2000-2750/min              | 320 Nm bij 1500/min                   | 320 Nm bij 2000-2750/min              | 360 Nm bij 1750/min                   | 400 Nm bij 1800-2750/min              | 280 Nm bij 1500/min                   |
| Krachtoverbrenging                          |                                       |                                       |                                       |                                       |                                       |                                       |
| Aandrijving                                 | Voorwielaandrijving                   | Voorwielaandrijving                   | Voorwielaandrijving                   | Voorwielaandrijving                   | Voorwielaandrijving                   | Voorwielaandrijving                   |
| Transmissie                                 | handgeschakelde 6-bak                 | handgeschakelde 6-bak                 | handgeschakelde 6-bak                 | handgeschakelde 6-bak                 | handgeschakelde 6-bak                 | handgeschakelde 6-bak                 |
| Optionele transmissie                       |                                       |                                       | (6-traps automaat)                    |                                       | (5 en 6-traps automaat)               |                                       |
| Meetwaarden                                 |                                       |                                       |                                       |                                       |                                       |                                       |
| Brandstofverbruik per 100 km (gecombineerd) | 5.4 l                                 | 4.5 l                                 | 5.8 l (7.2)                           | 4.5 l                                 | 5.9 l (6.7)                           | 6.6 l                                 |
| EU-emissienorm                              | Euro 3,4 en 5                         | Euro 3,4 en 5                         | Euro 3,4 en 5                         | Euro 3,4 en 5                         | Euro 3,4 en 5                         | Euro 3,4 en 5                         |

### Bio-ethanolmotoren (2003-2011)
|                                             | 1.8t BioPower                | 2.0t BioPower                | 2.0t BioPower                | 2.0T BioPower                |        |
| ------------------------------------------- | ---------------------------- | ---------------------------- | ---------------------------- | ---------------------------- | ------ |
| Productie                                   | 2007-2011                    | 2011                         | 2007-2011                    | 2011                         |        |
| Motoreigenschappen                          |                              |                              |                              |                              |        |
| Motortype                                   | 4-cilinder in-lijn           | 4-cilinder in-lijn           | 4-cilinder in-lijn           | 4-cilinder in-lijn           |        |
| Brandstofinjectie                           | directe brandstofinjectie    | directe brandstofinjectie    | directe brandstofinjectie    | directe brandstofinjectie    |        |
| Turbo                                       | ja                           | ja                           | ja                           | ja                           |        |
| Cilinderinhoud                              | 1769 cm³                     | 1998 cm³                     | 1998 cm³                     | 1998 cm³                     |        |
| Vermogen                                    | 129 kW (175 pk) bij 5500/min | 120 kW (163 pk) bij 5500/min | 147 kW (200 pk) bij 5500/min | 162 kW (220 pk) bij 5500/min |        |
| Koppel                                      | 265 Nm bij 2500-3500/min     | 320 Nm bij 1750/min          | 300 Nm bij 2500-4000/min     | 350 Nm bij 2500/min          |        |
| Krachtoverbrenging                          |                              |                              |                              |                              |        |
| Aandrijving                                 | Voorwielaandrijving          | Voorwielaandrijving          | Voorwielaandrijving          | Voorwielaandrijving          |        |
| Transmissie                                 | handgeschakelde 6-bak        | handgeschakelde 6-bak        | handgeschakelde 6-bak        | handgeschakelde 6-bak        |        |
| Optionele transmissie                       | 6-traps automaat             | 6-traps automaat             | 6-traps automaat             | 6-traps automaat             |        |
| Meetwaarden                                 |                              |                              |                              |                              |        |
| Brandstofverbruik per 100 km (gecombineerd) | 7.5 l (8.5)                  | 6.7 l (7.9)                  | 7.9 l (9.0)                  | 6.7 l (7.9)                  |        |
| EU-emissienorm                              | Euro 5                       | Euro 5                       | Euro 5                       | Euro 5                       | Euro 5 |

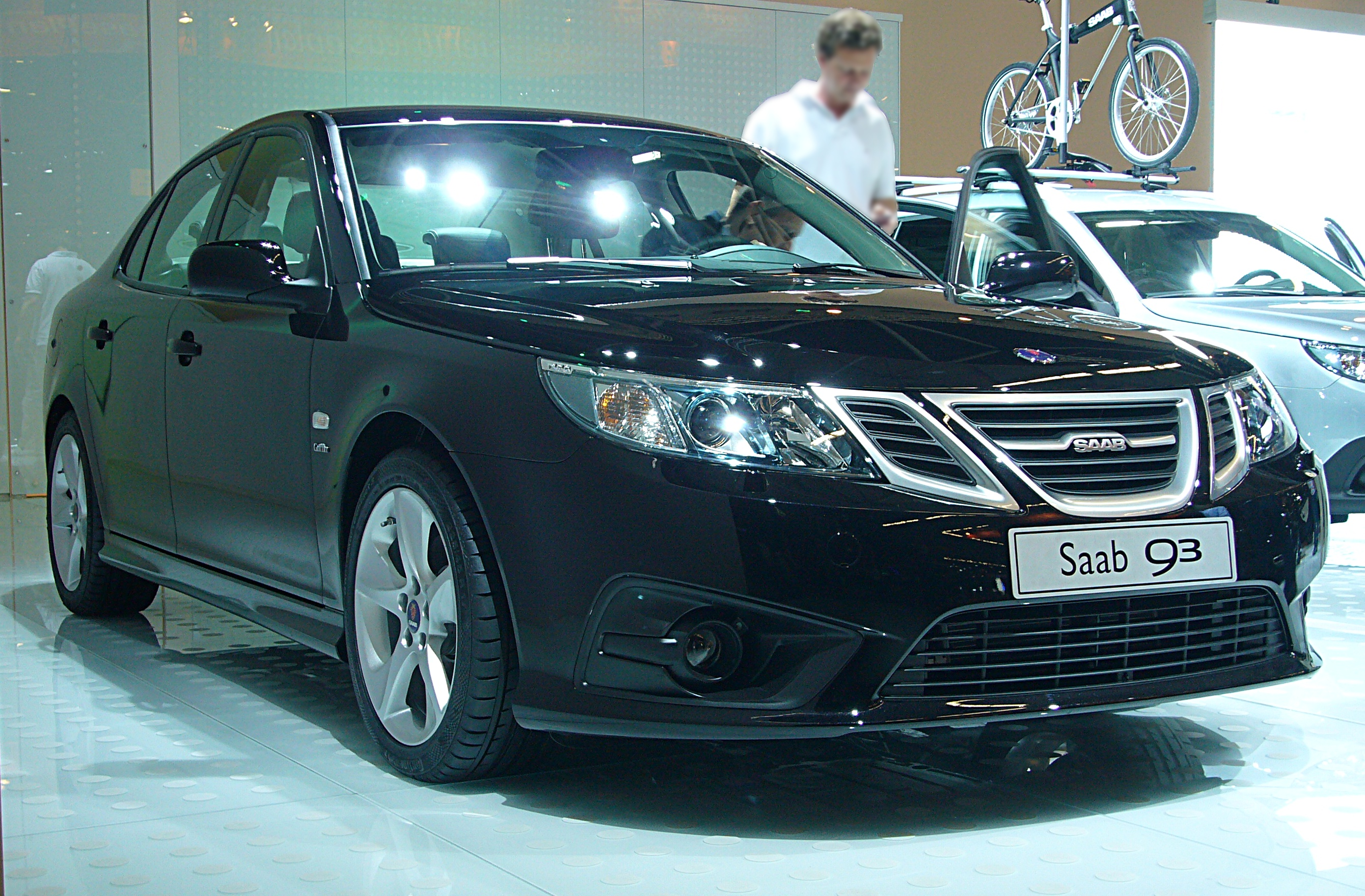
Saab 9-3 Griffin Sport Sedan (2012-)
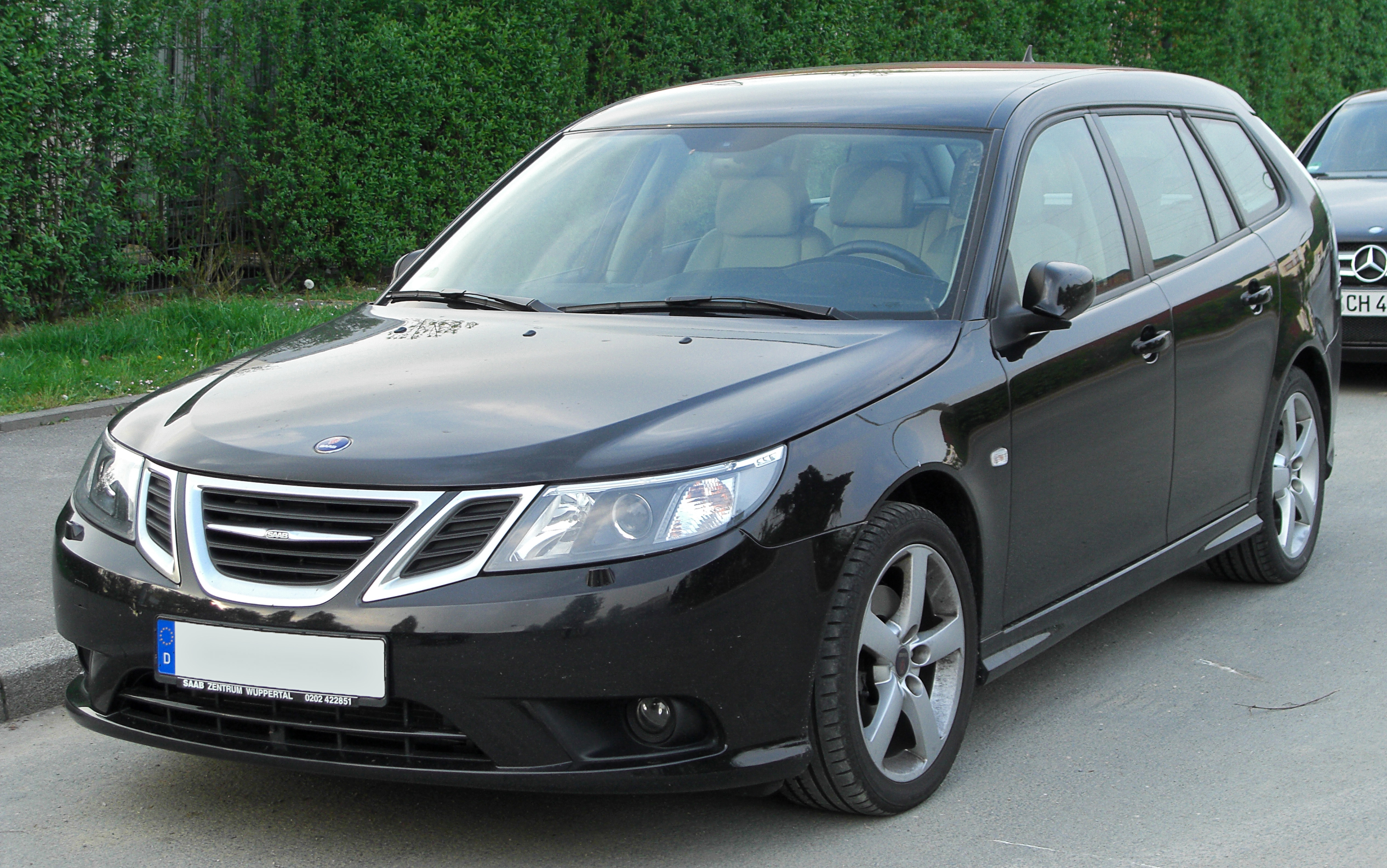
Saab 9-3 SportCombi Facelift (2008-)
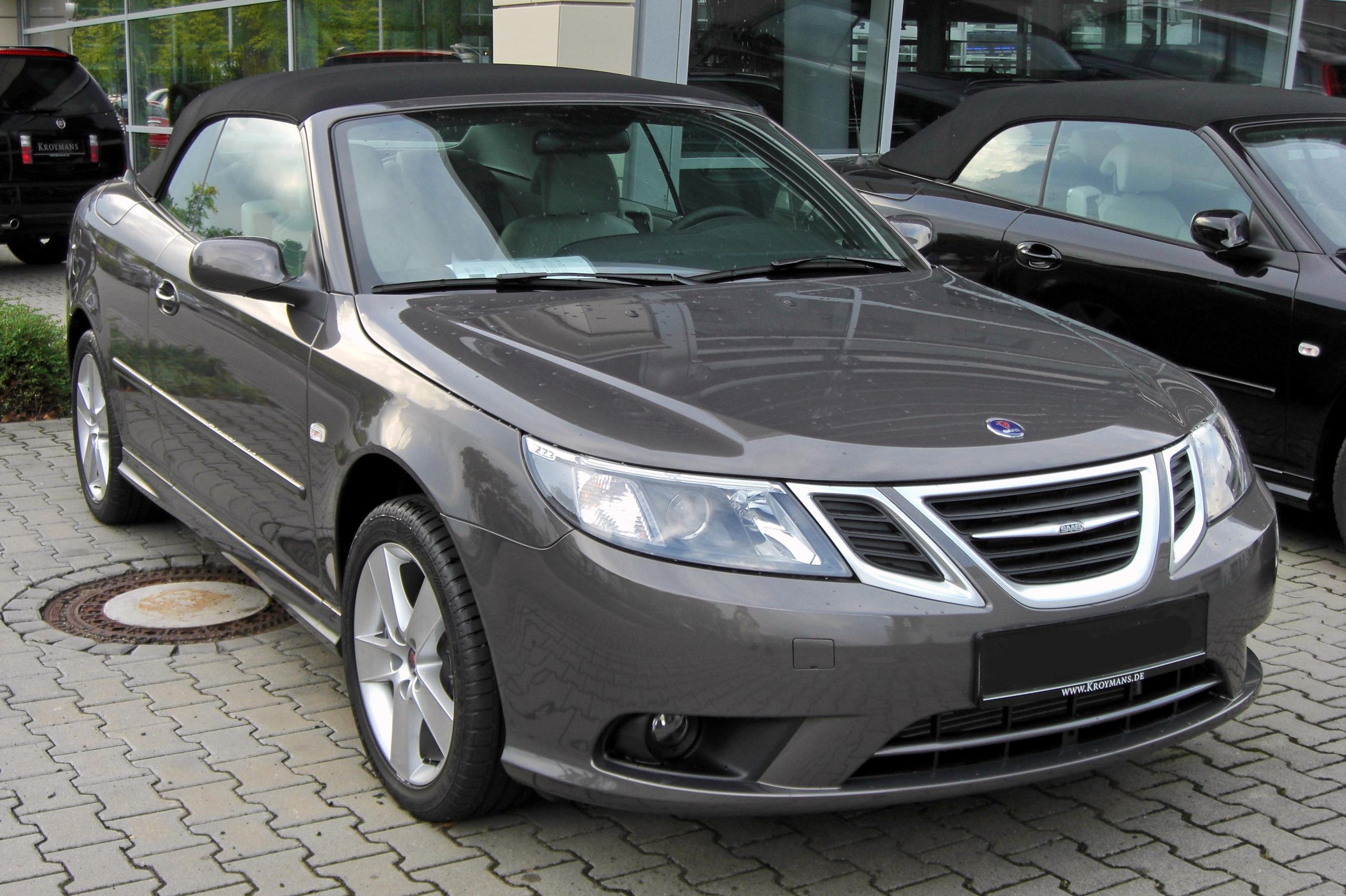
Saab 9-3 Cabrio Facelift (2008-)
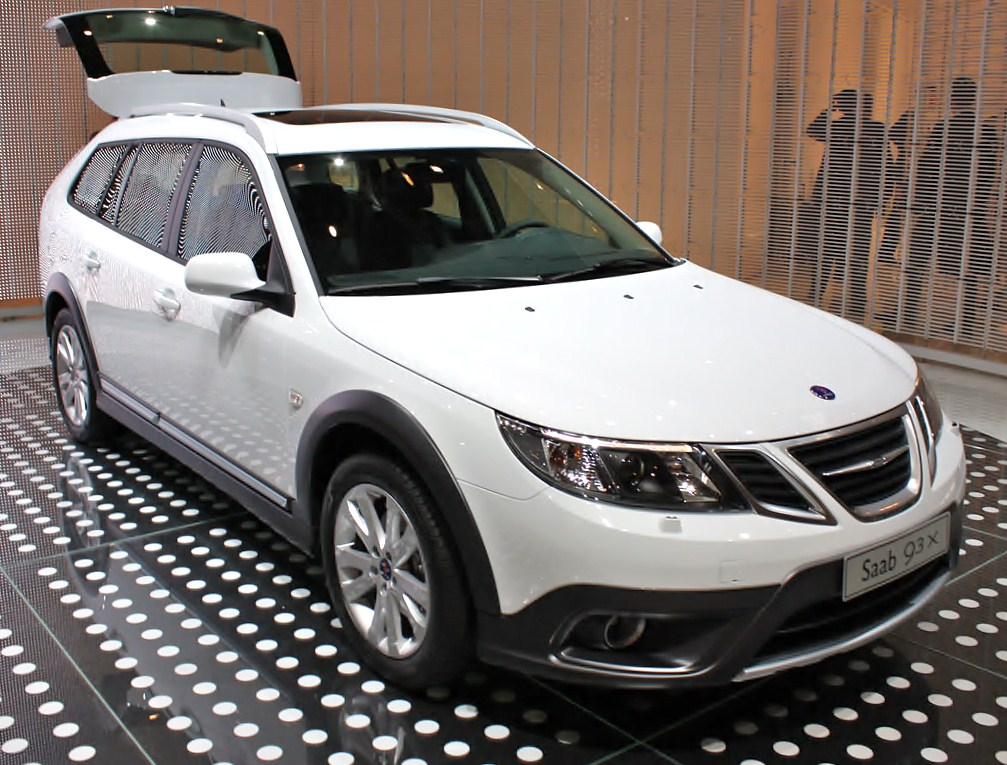
Saab 9-3X (2009-)

Vroegere modellen:
92001 · 
92 · 
93 · 
Sonnett I · 
95 · 
96 · 
Sonnett II · 
Sonnett III · 
99 · 
90 · 
600 · 
900 · 
9000 · 
9-3 · 
9-5 ·
9-4X · 
9-7X
Voormalig geplande modellen:
9-1/9-2 · 
9-6X
Conceptmodellen:
Aero-X · 
9-X